# 詩韻
詩韻，是作詩押韻所依據的韻書。
而音韻分為「平」、「上」、「去」、「入」四聲。

## 相關書籍
《切韻》、《唐韻》、《廣韻》皆分206個韻。
南宋劉淵所著之《增修禮部韻略》，併為107個韻。
元陰時夫之《韻府羣玉》，又減為106個韻。
清《佩文韻府》是清聖祖康熙命張玉書、陳廷敬、查士昇等二十餘人編纂的一本韻母詞典，共106個韻。
清康熙年間，謝瑛（河間府知府徐可先之妻）重新編輯陰時夫的《韻府羣玉》，取名《增刪韻玉定本》，共106個韻。至清朝中期，市面所見《韻府群玉》都是謝瑛改編版本。
中華民國教育部所定的《中華新韻》，共列出18個韻。